# 普里奥罗
普里奥罗，是西班牙卡斯蒂利亚-莱昂莱昂省的一个市镇。 总面积49平方公里，2001年普查人口總數為441人，人口密度為每平方公里9人。